# Larkano (district)
Larkano is een district in de Pakistanse provincie Sindh. Het district telt 1.927.066 inwoners (1998). De hoofdplaats is Larkano.